# King of Prussia
King of Prussia – jednostka osadnicza (census-designated place) w gminie (township) Upper Merton, w hrabstwie Montgomery, w stanie Pensylwania, w Stanach Zjednoczonych, położona około 25 km na północny zachód od Filadelfii. W 2010 roku miejscowość liczyła 19 936 mieszkańców.
Miejscowość założona została na początku XVIII wieku przez walijskich osadników, którzy nazwali ją Reeseville. Nazwa King of Prussia pochodzi od karczmy istniejącej co najmniej od 1769 roku, nazwanej na cześć króla Prus (ang. king of Prussia) Fryderyka II Wielkiego. Pod koniec XVIII wieku nazwa ta zaczęła funkcjonować w odniesieniu do całego tego obszaru a w 1850 roku została przyjęta przez US Postal Service. 
W miejscowości znajduje się jedno z największych centrów handlowych w kraju – King of Prussia Mall, liczące ponad 400 sklepów i restauracji.